# 西光寺 (葛飾区四つ木)
西光寺（さいこうじ）は、東京都葛飾区四つ木1丁目にある天台宗の寺院。
渋江西光寺（しぶえさいこうじ）と呼ばれることもある。

## 概要
当地は葛西御厨と呼ばれる周辺一体を治めていた武将、葛西清重が晩年に住んだ館の跡であるという。
本尊の阿弥陀如来立像の他、親鸞筆といわれる三方真向阿弥陀如来画像、葛西清重作といわる木造聖徳太子立像などを所蔵する。
境内には本堂、鐘楼などがある。
境内西側100mほどの葛西清重の墳墓跡と呼ばれる場所には、寛永8年（1631）建立の五輪塔1基と明治に大槻文彦らが建てた墓碑がある。
かつては墳墓上にあったと言われる清重稲荷は現在、境内に安置されている。

## 歴史

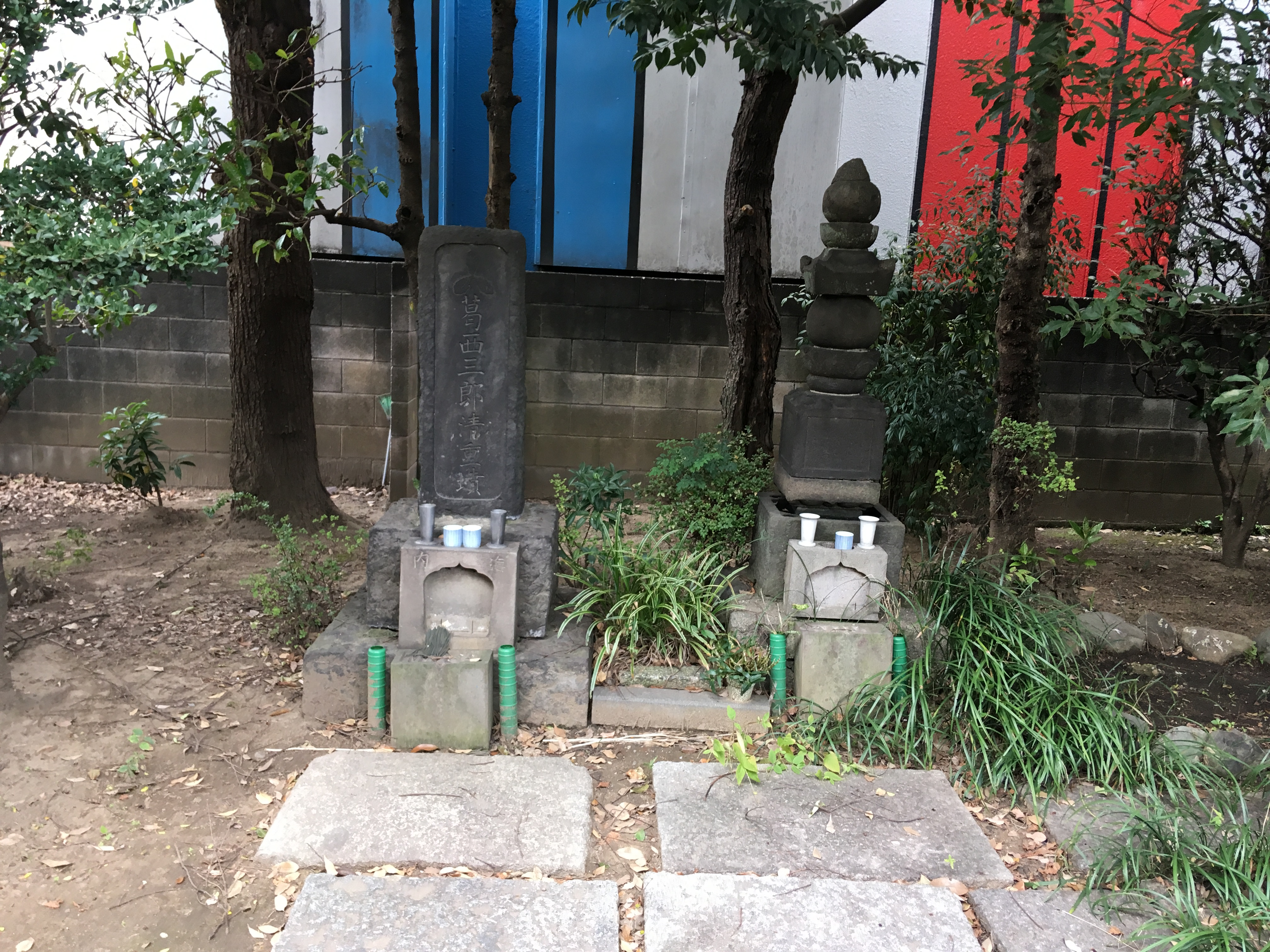
葛飾区四つ木にある葛西清重の墳墓跡

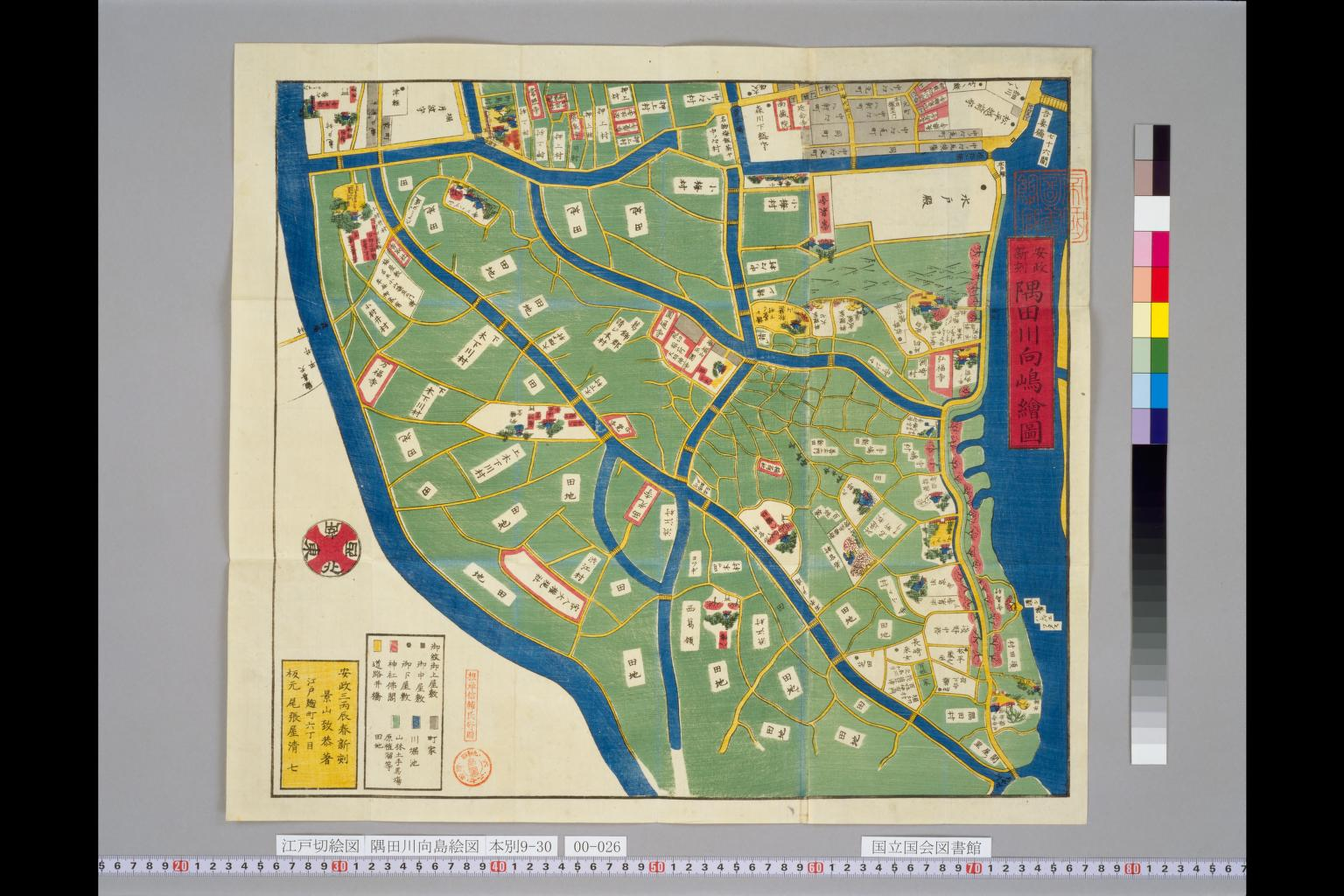
江戸切絵図 隅田川向嶋絵図 中央の水路に囲まれた中にある

寺伝によれば、葛西清重の居館であった当地に関東教化中の親鸞が50日余り逗留し、自筆の阿弥陀如来画像を残した。この間に清重は親鸞の
弟子となり剃髪して西光房と称したという。そして館内に堂舎を建て、親鸞の滞在していた期間、雨続きだったことにちなんで『雨降山西光寺』と名付けた。
以来、浄土真宗として法灯を続けたが、永禄年間頃には、兵火やいくたびかの水害でほぼ無住状態となった。
寛永年間になり、天台宗の旅僧が止宿して、由緒ある法灯の絶えることを惜しみ、村民とはかって浅草伝法院の門末の天台宗の寺として再興し、さらに相続く洪水に山号を雨降山から超越山と改めた。

## アクセス
- 京成押上線四ツ木駅徒歩約5分（経路案内）
- JR総武線・新小岩駅よりバス「亀有駅行き」または「市川駅行き」（京成バス　新小52系統）「四つ木一丁目」下車徒歩すぐ。
- JR総武線・錦糸町駅より「青戸車庫行き」（都営バス　錦37系統）「四ツ木橋」下車徒歩5分。